# Anisothecium
Anisothecium là một chi rêu trong họ Dicranaceae.